# Leo Čizmić
Leo Čizmić (Afula, Izrael,  17. prosinca 1998.), hrvatski košarkaš. Sin košarkaša Tea Čizmića.

## Karijera
Rodio se u Izraelu. Karijeru počeo u Splitu, nastavio u Sevilli, Araberri iz Gezteiza i sad igra u Gironi.
2019. godine prijavio se za NBA Draft.

## Vanjske poveznice
- ACB  Arhivirana inačica izvorne stranice od 16. rujna 2017. (Wayback Machine)